# 杉原千畝 スギハラチウネ
『杉原千畝 スギハラチウネ』は、2015年制作の日本映画。第二次世界大戦中、ナチスによる迫害から逃れるユダヤ人のために独断で日本通過のビザを発行して、6,000人あまりのユダヤ人を救った外交官・杉原千畝の生涯を描いた作品。ポーランドで9月13日から11月上旬まで約2か月にわたりロケが行なわれた。
本作では杉原千畝が外交官としてだけでなく、堪能な語学力を使い、赴任した各国で類いまれな情報収集能力を発揮し、貴重な情報を集めて日本に送り続けた「インテリジェンス・オフィサー（諜報外交官）」であった一面も合わせて描いている。

## あらすじ

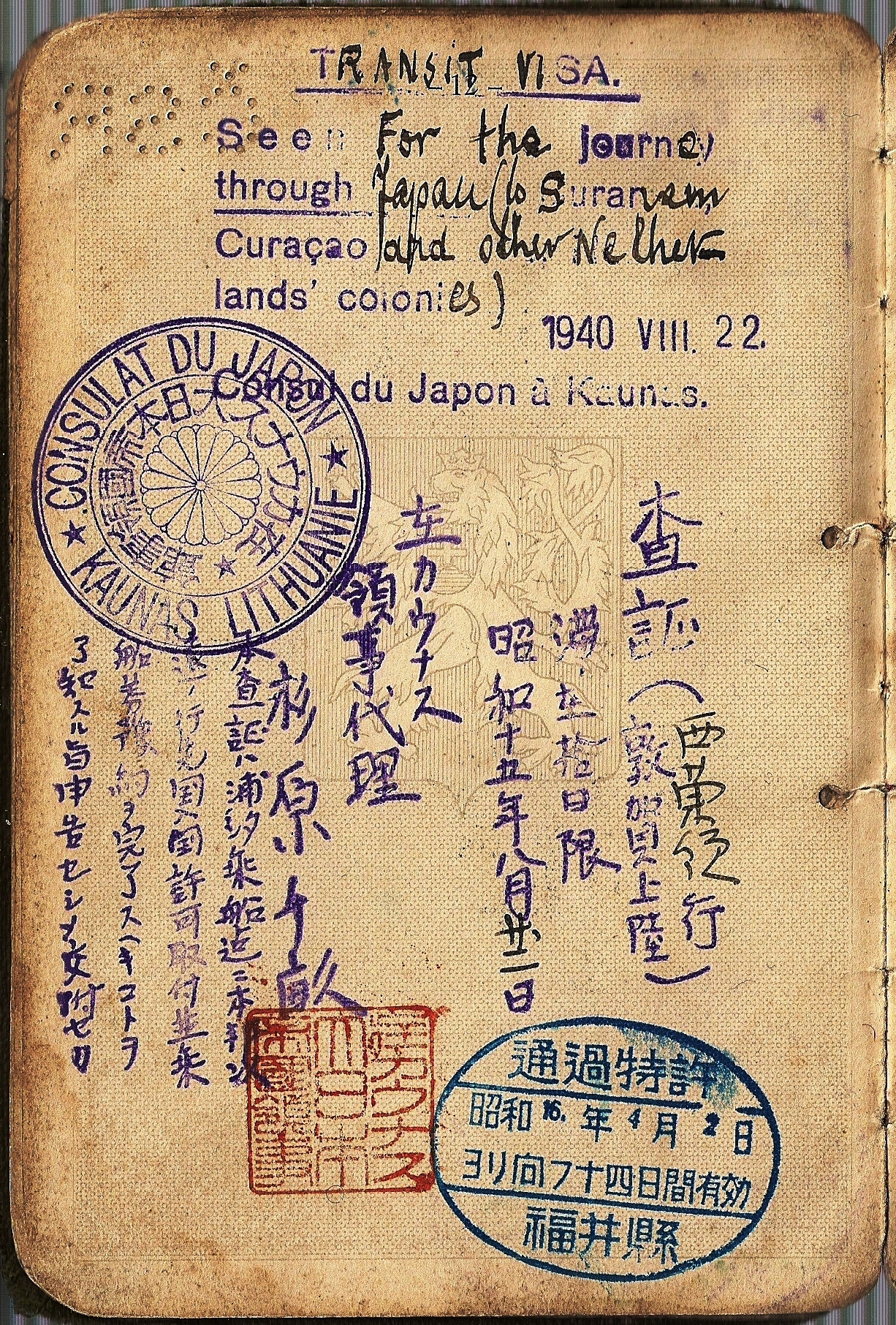
杉原千畝の発行したビザ

昭和30年（1955年）、日本の外務省を訪れたユダヤ人・ニシェリは、自分の命を救ってくれた「センポ・スギハラ」という外交官との面会を求めるが、応対した関満一朗から「センポ・スギハラという外交官は存在しない」と返答されてしまう。ニシェリは「必ず探し出す」と言い残し外務省を後にする。
遡って昭和9年（1934年）、満洲国外交部の一員として働く杉原千畝は、白系ロシア人のイリーナとマラットと共に、ソ連との北満鉄道譲渡交渉を有利に進めるための、諜報活動を行っていた。千畝はソ連軍が新型列車を盗み出そうとした証拠を掴むが、手を組んでいた関東軍の南川欽吾の暴走によって、マラットとソ連兵が殺害されてしまう。
穏便な解決策を無下にされた千畝は、満洲国を私物化する関東軍に嫌気が差したため、満洲国外交部に辞表を提出し、日本に帰国する。帰国後、千畝は、モスクワの在ソビエト社会主義共和国連邦日本国大使館への赴任を命じられる。
念願の任地への赴任を喜ぶ千畝だったが、ソ連から北満鉄道の一件を理由に、ペルソナ・ノン・グラータを発動され、入国を拒否されてしまう。落胆した千畝は、友人の菊池静男とヤケ酒を飲み菊池の家に泊まるが、そこで菊池の妹・幸子と出会い、恋に落ちる。
昭和14年（1939年）、千畝は新設されたリトアニア・カウナス領事館への赴任が決定し、ソ連の動きを探るように命じられる。千畝がカウナスに赴任した直後、ソ連はナチス・ドイツと独ソ不可侵条約と締結し、ドイツはポーランド侵攻を開始した。千畝は、接触してきたポーランド人スパイのペシュと手を組み、諜報活動を開始する。千畝とペシュは収集した情報を分析し、独ソが東ヨーロッパを分割支配しようとしていることを突き止めるが、日本は明確な対策を取ろうとはしなかった。
昭和15年（1940年）、ソ連軍がバルト三国を占領する。ドイツからの迫害を逃れて来たニシェリたちユダヤ人は、ドイツと同盟を結ぶソ連から逃れるため国外脱出を図るが、各国領事館はソ連軍によって次々に閉鎖され、脱出に必要な査証を受け取ることが出来なくなってしまう。そんな中、オランダ領事代理のヤンはニシェリたちに査証を発行するが、ドイツが支配する西ヨーロッパへの脱出は不可能であり、ニシェリたちは極東経由での脱出を目指し日本領事館に査証の発行を求めるが、外務省からペシュら協力者以外への査証発行を禁止されていた千畝は、ニシェリたちを無視するしかなかった。
しかし、ヤンの行動や日に日に査証発行を求めるユダヤ人たちが増えていくのを見た千畝は心を動かされ、独断でユダヤ人たちへの査証発行を決断する。千畝は領事館が閉鎖され国外退去するまで査証を発行し続け、ニシェリたち多くのユダヤ人がリトアニアから脱出し、ハティクヴァを歌う。
リトアニアを退去した千畝は、東プロイセン・ケーニヒスベルクに赴任する。千畝とペシュは、ドイツ軍が国境地帯に集結している事実を掴み、ドイツがソ連への侵攻を計画していることを察知し、駐ドイツ大使の大島浩に「日本がアメリカと戦争になってもドイツの支援は得られない」と忠告するが、ヒトラーに心酔する大島は、千畝の忠告をまともに取り合おうとはしなかった。独ソ戦開始後、ドイツはソ連への侵攻計画を漏らした千畝の国外退去を要求したため、ルーマニアへの赴任を命じられる。杉原は大島に対し、「アメリカと戦争すれば日本は負ける」と警告し、ルーマニアに向かう。
昭和20年（1945年）、千畝はソ連軍の捕虜収容所の中で手紙を渡され、その際に日本の敗戦を知る。子供たちと共に側にいた幸子は千畝の心情を慮り場を離れ、千畝は落ち着いたところで手紙がイリーナからの物だと知り中身を確認する。手紙には、「杉原が発行した査証によって多くのユダヤ人たちが救われ、多くの人々の人生を変えた」と書かれており、最後に「ありがとう」と結ばれていた。手紙を読み終えた千畝は涙を流す。
昭和47年（1972年）、外務省を退官し貿易会社に勤務していた千畝は、任地のモスクワで、ニシェリとの再会を果たす。千畝とニシェリは、数十年振りの再会を喜び、モスクワの街を歩いていった。

## キャスト
- 杉原千畝 - 唐沢寿明
- 杉原幸子 - 小雪
- ペシュ - ボリス・スジック（英語版、ポーランド語版）（日本語吹替：高木渉）

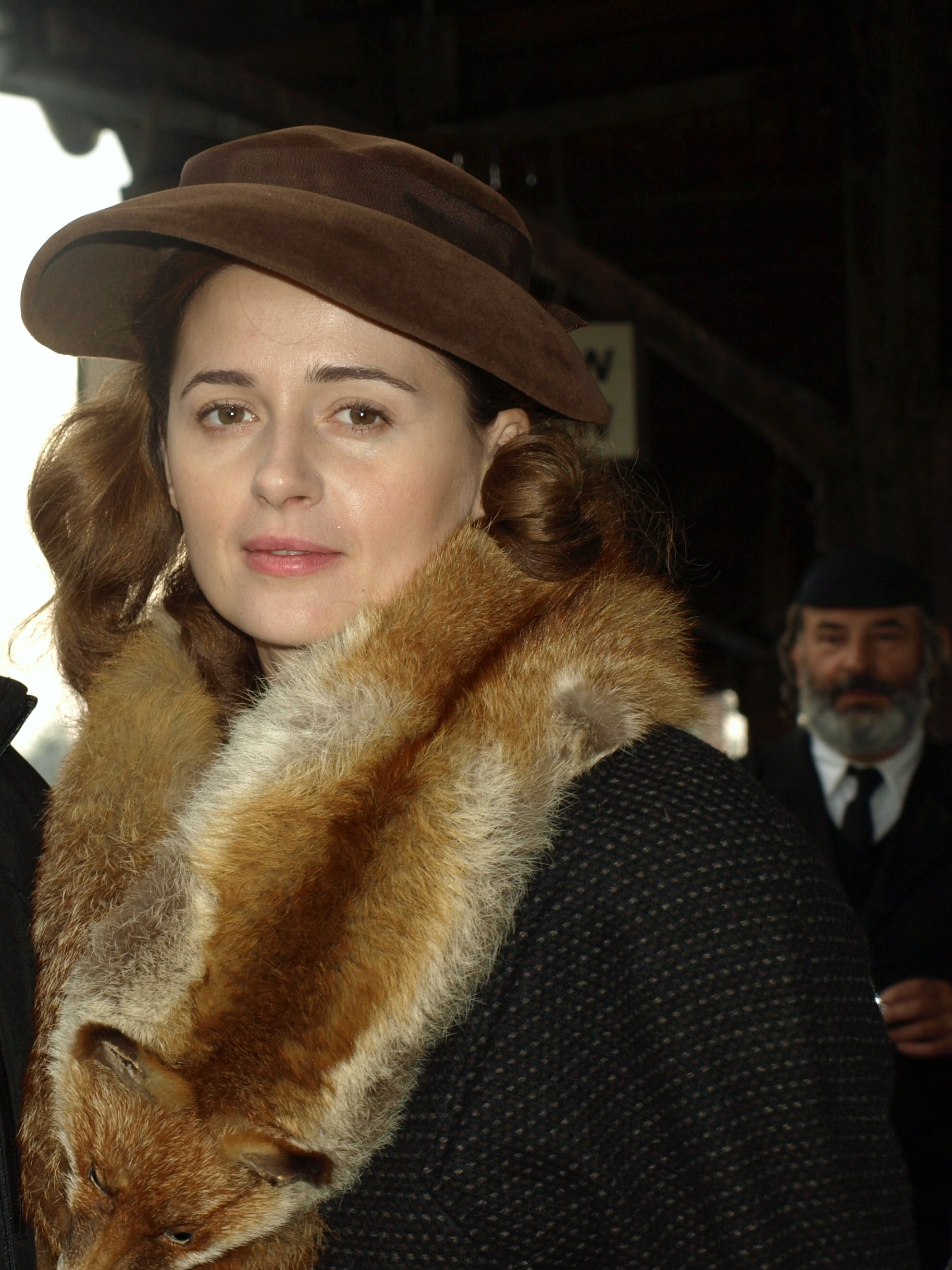
イリーナ役のアグニシュカ・グロコウスカ

- イリーナ - アグニシュカ・グロコウスカ（英語版、ポーランド語版）（日本語吹替：佐古真弓）
- ニシェリ - ミハウ・ジュラフスキ（日本語吹替：宮内敦士）
- グッジェ - ツェザリ・ウカシェヴィチ（日本語吹替：平川大輔）
- 南川欽吾 - 塚本高史
- 大迫辰雄 - 濱田岳
- 根井三郎 - 二階堂智
- 菊池静男 - 板尾創路
- 関満一朗 - 滝藤賢一
- 大橋忠一 - 石橋凌
- 大島浩 - 小日向文世
- ユダヤ人母 - アンナ・グリチェヴィチ（日本語吹替：山崎美貴）
- ガノール社長 - ズビグニェフ・ザマホフスキ（日本語吹替：石住昭彦）
- ローゼンタール - アンジェイ・ブルメンフェルド（日本語吹替：立川三貴）
- ヤン・ズヴァルテンディク - ヴェナンティ・ノスル（日本語吹替：佐々木勝彦）
- マラット - マチェイ・ザコシェルニー

## スタッフ
- 監督 - チェリン・グラック
- 脚本 - 鎌田哲生、松尾浩道
- 製作 - 中山良夫、市川南、熊谷宜和、藪下維也、石川豊、三宅容介、松田陽三、久保雅一、都築伸一郎、大塚雅樹、井戸義郎、城朋子、和田倉和利
- エグゼクティブプロデューサー - 奥田誠治
- プロデューサー - 飯沼伸之、和田倉和利
- 撮影 - Garry Waller
- 美術 - 金勝浩一、Przemyslaw Kowalski
- 編集 - Jim Munro
- 音楽 - 佐藤直紀
- 配給 - 東宝
- 制作プロダクション - シネバザール、AKSON STUDIO SP.Z.O.O.
- 企画・製作幹事 - 日本テレビ放送網
- 製作 - 「杉原千畝 スギハラチウネ」製作委員会（NTV、東宝、D.N.ドリームパートナーズ、ytv、電通、ポニーキャニオン、読売新聞、小学館、ShoPro、JTBグループ、中日新聞社、BS日テレ、シネバザール、STV、MMT、SDT、CTV、HTV、FBS、FBC）

## 公開

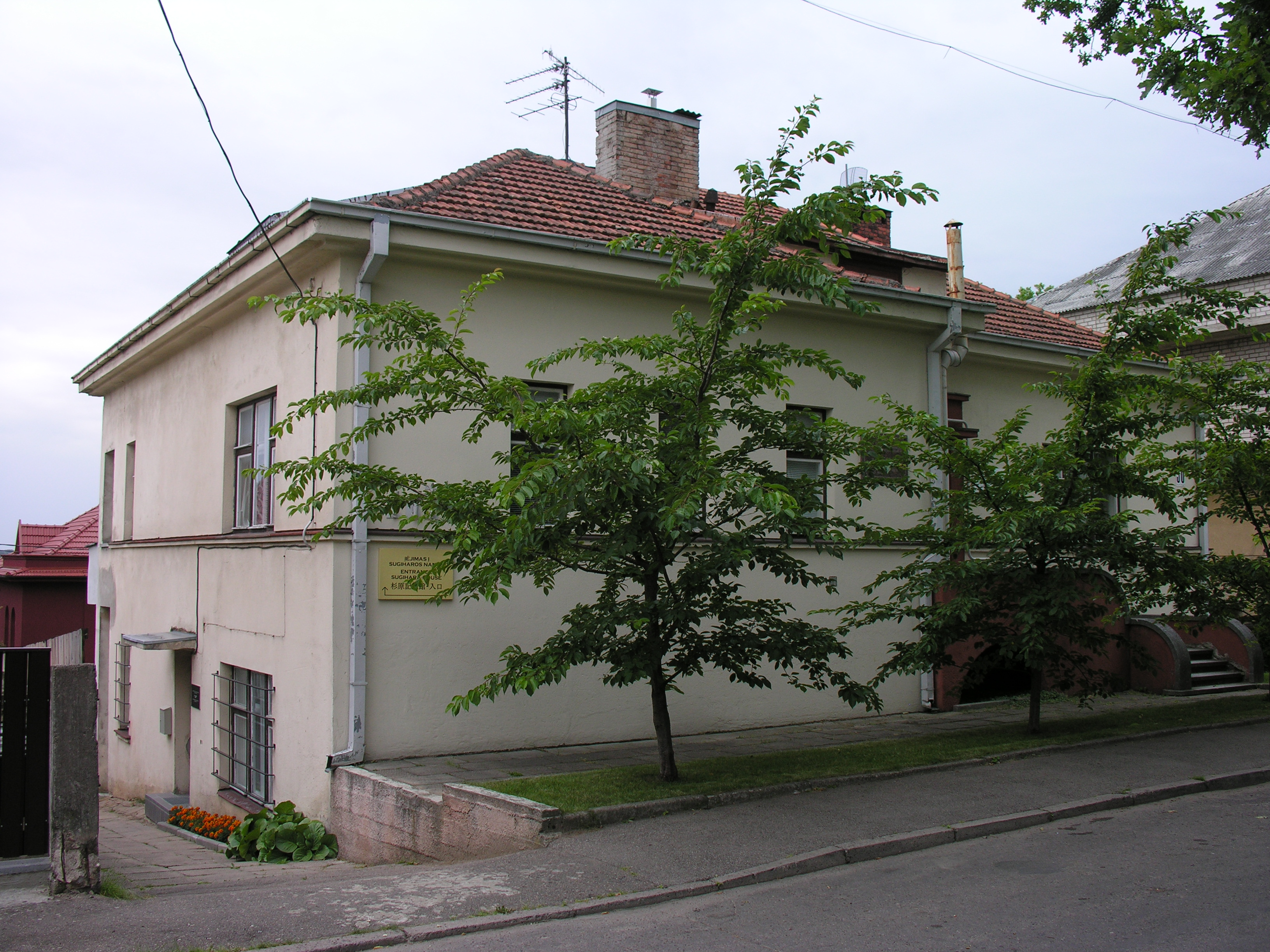
カウナスの旧日本領事館

2015年10月13日、杉原がビザを発給したリトアニア・カウナスでワールドプレミアが行われ、杉原の家族やカウナス副市長が出席した。450席の劇場は満席で50人の立ち見が出た他、上映終了後には5分間のスタンディングオベーションが起きた。
12月5日に全国329スクリーンで公開され、5日・6日の2日間で観客動員11万8,453人、興行収入1億4,538万9,600円を記録し、国内映画ランキング（興行通信社調べ）で初登場第2位となった。
映像ソフトには劇場公開された日本語字幕版だけではなく日本語吹替版も収録されている。日本人俳優が英語を使って会話をするシーンは俳優本人が吹き替えを行っている。この日本語吹替は視覚障害者のための音声ガイド用に作られたものである。

## 評価
キネマ旬報の映画レビューにおいて、映画評論家の上野昴志は「これも大作なんだけどねぇ……と溜息が出るのは、それに見合うだけのパワーが感じられないからだ。実際の杉原千畝がしたことは凄いし、それは外国でもよく知られているのだが、この映画の印象は、ひどく稀薄」（5点満点の2点）、千浦僚は「杉原が特異な存在で、当時の日本政府と意見を異にしていたことが出ているのはいいが、それでもやはりナチスドイツと同盟国だった日本の言い訳というかユダヤ人への恩の押し売り感は否めない」（5点満点の2点）、八幡薫は「見終わった直後に「杉原千畝とはどんな人物か」と誰かに尋ねられたとしても、明確に答えられる自信がない」「実在した人物の名を冠した映画であるにも拘らず、この作品からは杉原千畝という人間の血や肉が感じられず、惹きつけられる魅力に乏しい」（5点満点の2点）とそれぞれ評している。また、シネマトゥデイの映画短評において、映画評論家の中山治美は「肝心なソ連から脅威に思われていた程の諜報能力の部分はフィクションでぼかし、家族愛やユダヤ難民を救ったエピソード、さらに製作委員の１社であるJTBネタなどをまんべんなく散らし、無難な偉人伝になってしまった」（5点満点の2点）と評している。